# Гурвич, Илья Исидорович
Илья́ Исидо́рович Гу́рвич (1916—1983) — крупный учёный-сейсморазведчик, доктор технических наук, профессор геофизического факультета МГРИ, автор шести официальных учебников по сейсмической разведке. Основные направления научных исследований — физико-геологические основы сейсморазведки, методика полевых сейсморазведочных работ, обработка и интерпретация данных сейсморазведки.

## Биография
Родился в 1916 году, в Днепропетровске. В 1938 году окончил с отличием геофизический факультет МГРИ. Далее работал в институте теоретической геофизики АН СССР. В 1940—1944 годах участвовал в нефтепоисковых работах в Арктике, потом — в геологическом отделении Главсевморпути. С 1947 года и до конца жизни — на преподавательской работе во МГРИ. Умер 3 апреля 1983 года.

## Достижения
Автор шести учебников по сейсморазведке для вузов и техникумов, а также более 120 научных работ. Входил в ученые советы МГРИ, ИФЗ АН СССР, ВНИИГеофизики, в комиссию по делам ЮНЕСКО, в редколлегии журналов «Физика Земли» и «Геология и разведка». Работал преподавателем и экспертом ЮНЕСКО в Китае, Индии, Германии и на Кубе.
Награды — орден Знак Почёта, 4 медали, знак «Почётный полярник», «Отличник разведки недр», «За успехи в освоении недр»